# Sabina Bagińska
Sabina Hanna Bagińska (ur. 19 października 1985) – polska sztangistka, była zawodniczka LKS Horyzont Mełno, później w WLKS Siedlce, a od 2013 r. WKS Śląsk Wrocław.
Dwukrotna mistrzyni Polski seniorów. W 2009 i 2011 roku w krajowych mistrzostwach najlepsza zawodniczka w kategorii powyżej 75 kg.
Mistrzyni Europy z Tirany w 2013. W czasie mistrzostw zajęła drugie miejsce, przegrywając z Ukrainką Czerniawśką, ale po wykryciu w sierpniu 2013 r. dopingu u Czerniawśkiej i jej dyskwalifikacji, Ukraince odebrano złoty medal i przyznano Bagińskiej.

## Osiągnięcia
| Rok  | Zawody             | Miasto    | Miejsce | Wynik  | Kategoria |
| ---- | ------------------ | --------- | ------- | ------ | --------- |
| 2009 | Mistrzostwa Europy | Bukareszt | 8.      | 225 kg | 75+ kg    |
| 2009 | Mistrzostwa świata | Goyang    | 15.     | 218 kg | 75+ kg    |
| 2010 | Mistrzostwa Europy | Mińsk     | 7.      | 227 kg | 75+ kg    |
| 2010 | Mistrzostwa świata | Antalya   | 17.     | 227 kg | 75+ kg    |
| 2012 | Mistrzostwa Europy | Antalya   | 5.      | 220 kg | 75+ kg    |
| 2013 | Mistrzostwa Europy | Tirana    | 1.      | 229 kg | 75+ kg    |
| 2015 | Mistrzostwa Europy | Tbilisi   | 6.      | 229 kg | 75+ kg    |